# Візит Джо Байдена в Україну 2023 року
20 лютого 2023 року президент Сполучених Штатів Джо Байден відвідав Київ, столицю України. Це був його перший візит на посаді Президента США (до того 6 разів він приїздив як віцепрезидент) і перший візит в Україну очільника США з 2008 року.
Візит Байдена — перший випадок, коли чинний президент США відвідав зону бойових дій, неконтрольовану американськими військовими, щонайменше від 1864 року, коли, як кажуть, Авраам Лінкольн спостерігав за битвою при Форт-Стівенсі під час громадянської війни в США.

## Тло візиту
24 лютого 2022 року Росія почала повномасштабну війну проти України в ході ескалації російсько-української війни, що триває з 2014 року. Протягом усієї війни Сполучені Штати послідовно підтримували Україну, надавши допомоги на понад 51 мільярд доларів США (від початку вторгнення і станом на 19 лютого 2023 року).
Приїзд Байдена тримався в таємниці до останнього моменту. Після візиту до Києва він проводив зустрічі з лідерами так званої Бухарестської дев'ятки, до якої входять країни НАТО з центральної та східної Європи. Також наступного дня очікувалась промова Володимира Путіна щодо майбутнього війни, а в цей же день у Москві з візитом перебував голова МЗС КНР Ван Ї.
Пентагон і Секретна служба США виступали проти візиту Байдена до Києва, ходили чутки про можливу зустріч біля кордону з Польщею або у Львові. Згідно з опитуваннями, візит також відбувся під час пом'якшення підтримки постачання США зброї в Україну.

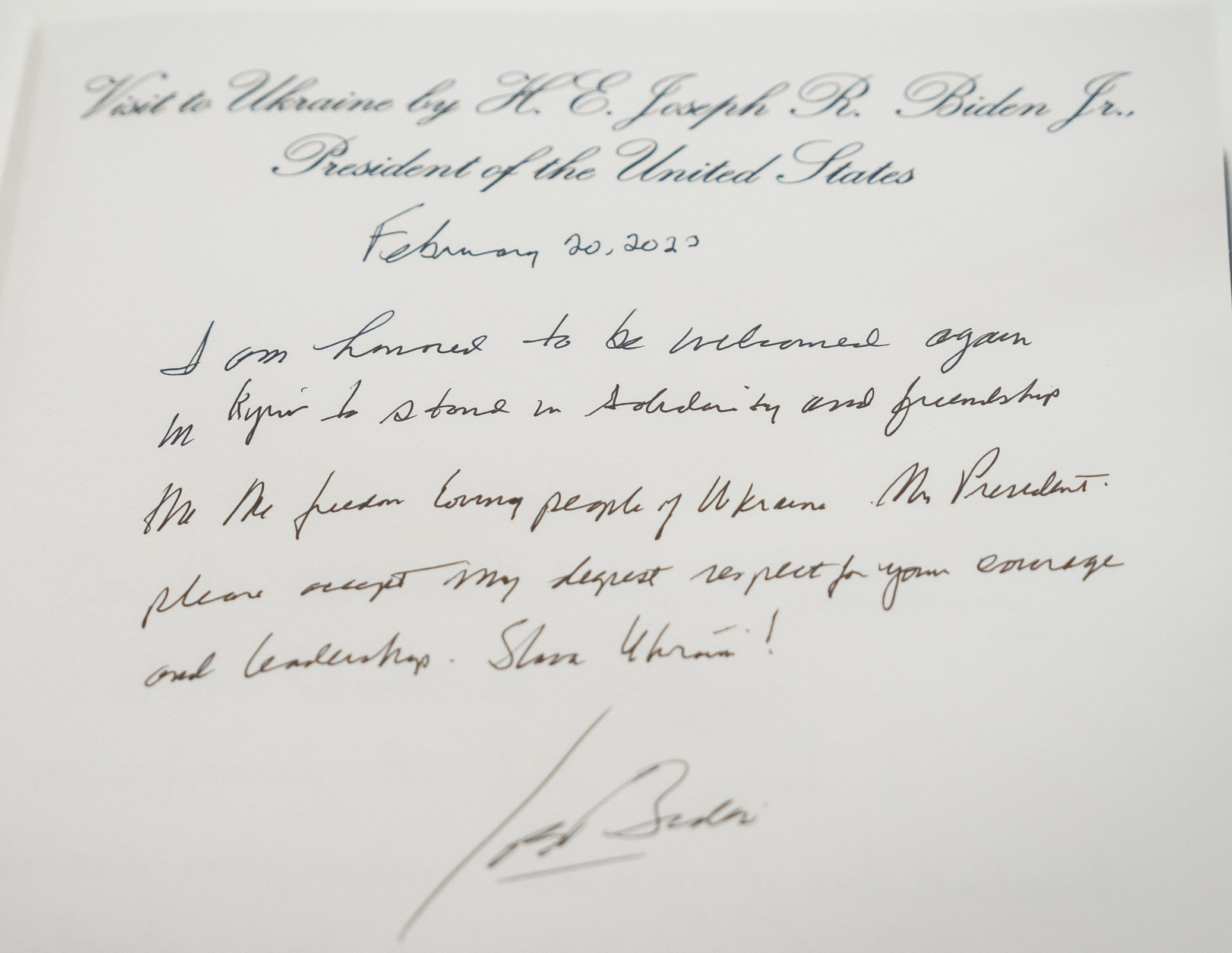
Пам'ятний напис Джо Байдена, залишений у книзі відвідувачів Маріїнського палацу.

## Хід візиту
В адміністрації Білого дому заявили, що візит Байдена до зони активних бойових дій був безпрецедентним в історії США, оскільки вони не мають військової присутності в Україні, навіть дипломатичне представництво було евакуйоване з Києва напередодні вторгнення РФ. Під час візиту Байден зустрівся з президентом України Володимиром Зеленським та першою леді України Оленою Зеленською в Маріїнському палаці.

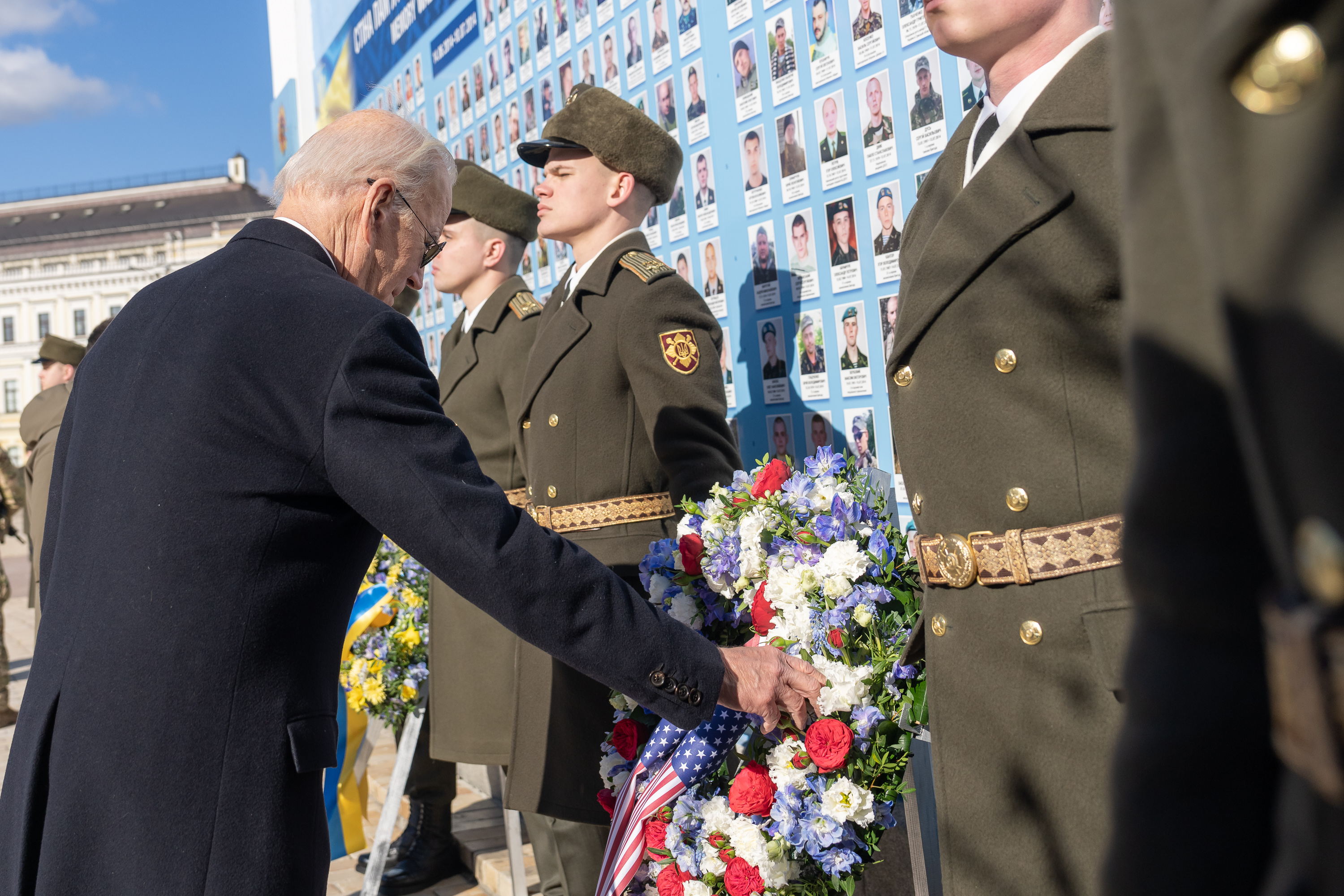
Джо Байден вшановує пам'ять жертв Героїв Небесної Сотні. 20.02.2023

Того дня в Києві вшановували пам'ять Небесної сотні, Джо Байден пройшов визначними місцями Євромайдану, відвідав Михайлівський Золотоверхий собор і меморіал загиблих у російсько-українській війні біля його стін. У своїй промові під час візиту Джо Байден наголосив на провалі початкових планів Росії в поточній війні, на тому, що країни вільного світу і НАТО проявили єдність і силу, підтримуючи обороноздатність України і її населення в умовах гуманітарної кризи.

### Оголошення про військову допомогу
Того ж дня Байден оголосив про додатковий пакет військової допомоги для України на суму 500 мільйонів доларів США, включаючи боєприпаси для HIMARS.

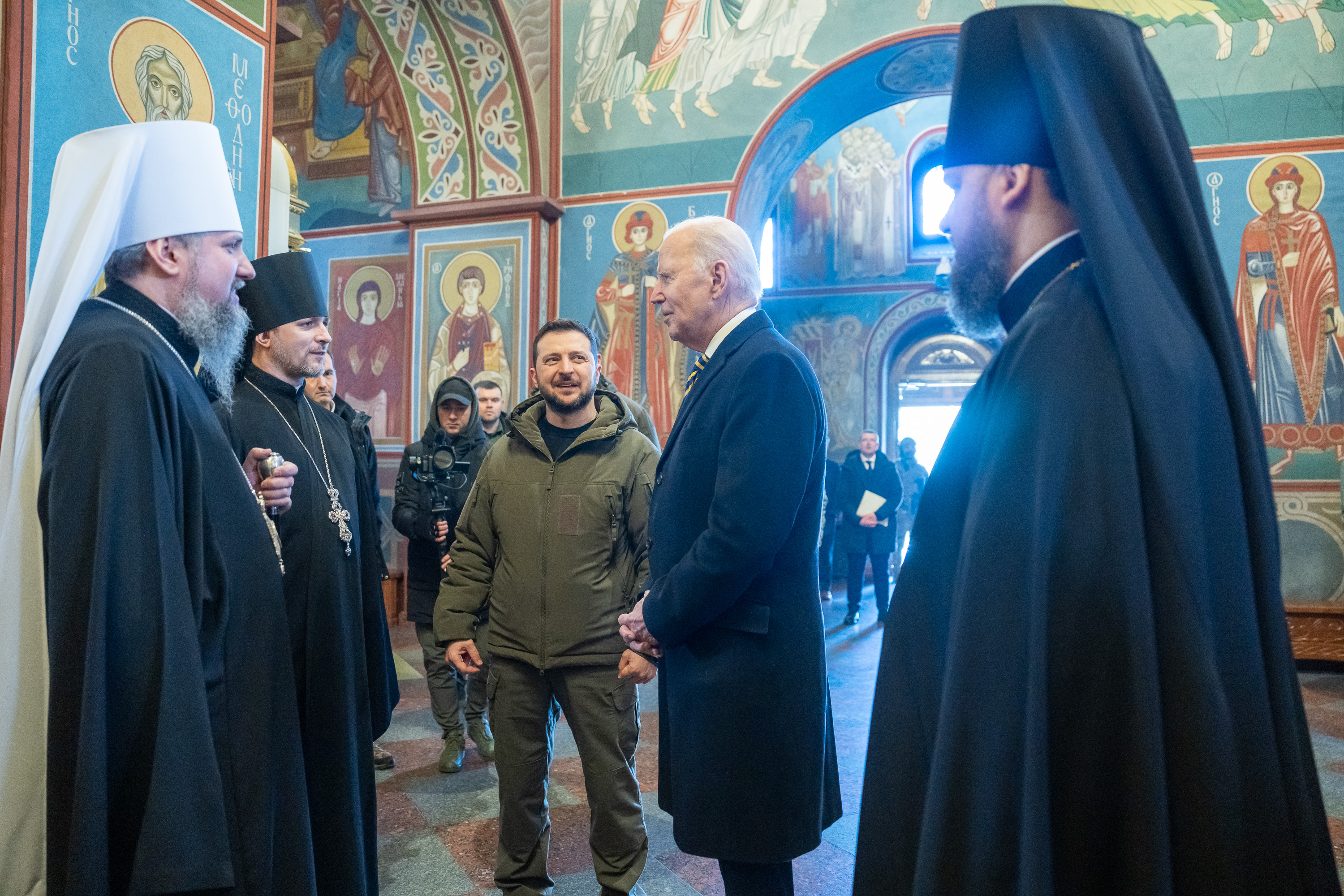
Джо Байден і митрополит Епіфаній

## Оцінки

### Внутрішні оцінки

#### ЗМІ
Люк Гардінг з «Ґардіан» назвав цей візит «можливо, найзначущішим, який будь-який президент США здійснив до європейської країни з часів закінчення „холодної війни“». Авторка «The Atlantic» Енн Епплбом написала, що візит став посланням не лише Москві, а і європейським лідерам, а також міністерствам оборони та промисловості: «парадигма змінилася, і історія змінилася. Старе „нормальне“ не повернеться».
Politico написало, що візит Байдена мав велике символічне значення, адже після складної зими, коли Росія постійно обстрілювала об'єкти енергетики України, важливо було продемонструвати підтримку США, що триває та буде тривати до перемоги.
New Eastern Europe назвали візит Байдена до України та Польщі особливим з точки зору формування особливої зовнішьної політики США щодо регіону Східної Європи. 

#### Політики
Політолог Еліот Коен порівняв символічність поїздки з президентом Джоном Ф. Кеннеді чи президентом Рональдом Рейганом біля Берлінського муру та розцінив це як удар по Путіну, лідеру, «одержимому силою». Республіканці розкритикували поїздку Байдена до зони бойових дій, де немає американської військової присутності, заявивши, що Байдену краще було б поїхати до кордону з Мексикою або до Іст-Палестіни, штат Огайо, яка нещодавно постраждала від токсичних відходів, розлитих під час залізничної аварії.
Ультраправі Конгресмени Сполучених Штатів Енді Оглз, Марджорі Тейлор Ґрін і Метт Ґейц опублікували заяви в Твіттері, в яких засудили поїздку, тоді як демократи високо оцінили лідерство Байдена та підтримку України. Радник президента США з національної безпеки Джейк Салліван сказав, що «сьогоднішній візит був спробою показати, а не просто сказати, що ми й надалі будемо сильні». Представники Білого дому назвали цей візит «безпрецедентним у наш час» через регулярні атаки на місце візиту.
Жителі та офіційні особи України вітали цей візит як історичний момент, а президент Зеленський сказав, що це «надзвичайно важливий знак підтримки для всіх українців». Керівник Офісу Президента України Андрій Єрмак зазначив, що візит має також стратегічний ефект: «вирішується багато питань і буде прискорено вирішення тих, що підвисли раніше».

### Міжнародна реакція

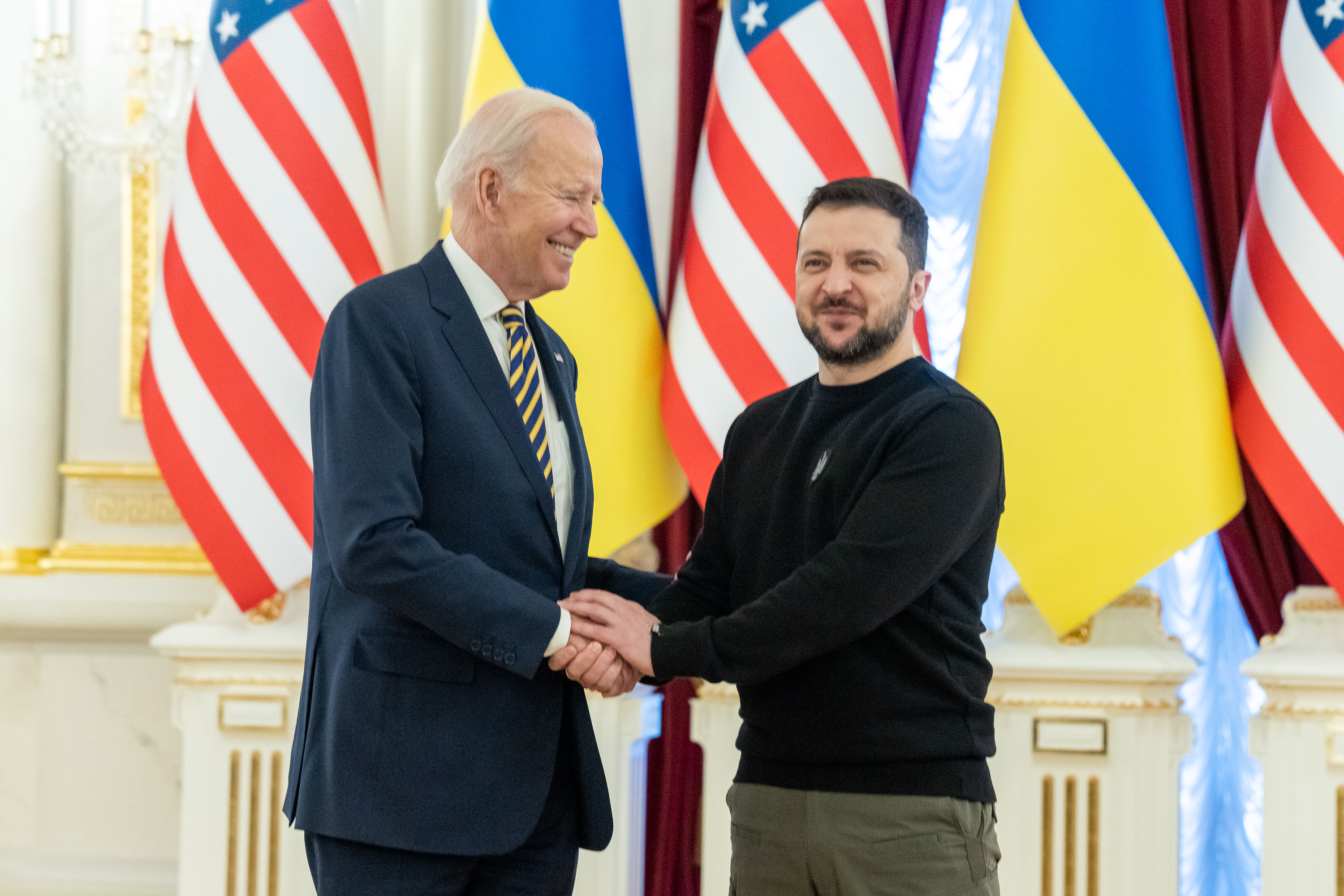
Джо Байден разом із Володимиром Зеленським

Колишній президент Росії Дмитро Медведєв назвав візит спробою збільшити «величезну кількість» зброї та грошей, які вже відправлені в Україну. Багато російських військових експертів відреагували на візит гнівно або збентежено.
Воєнний злочинець Ігор Гіркін припустив, що «дідусь» міг поїхати у Бахмут, де ведуться жорсткі бої, без жодної небезпеки для себе.
Журналіст Сергій Мардан написав, що цей візит — це «демонстративне приниження Росії». У спільноті російських військовослужбовців відзначили іронію того, що Байден ступив у Києві раніше за Путіна.
Аналітики, а також президент Польщі Анджей Дуда розцінили поїздку як важливий для підйому морального духу українських військових. Після того, як з'явилися новини про візит, прем'єр-міністр Японії Кісіда Фуміо оголосив про надання Україні нової фінансової та гуманітарної допомоги обсягом 5,5 млрд доларів США.